# طنبوريات
طُنْبُوريَّات (الاسم العلمي Xiphydriidae)، فصيلة حشرات من الدبابير الخشب غشائيات الأجنحة الأشريات. تضم 120 نوعًا حيًا في عدة أجناسويقتصر وجودها إلى حد كبير على نصف الكرة الشمالي (مع عدد قليل من الأنواع الاستوائية الجديدة)، ومع عددًا من الأنواع الأحفورية. تتميز باستدارة رؤوسها واستطالة أعناقها وقصر أطواء إناثها. يرقاتها خاشبة تخلد وتسردب جذوع الشجر.